# МСЛЗ

Логотип

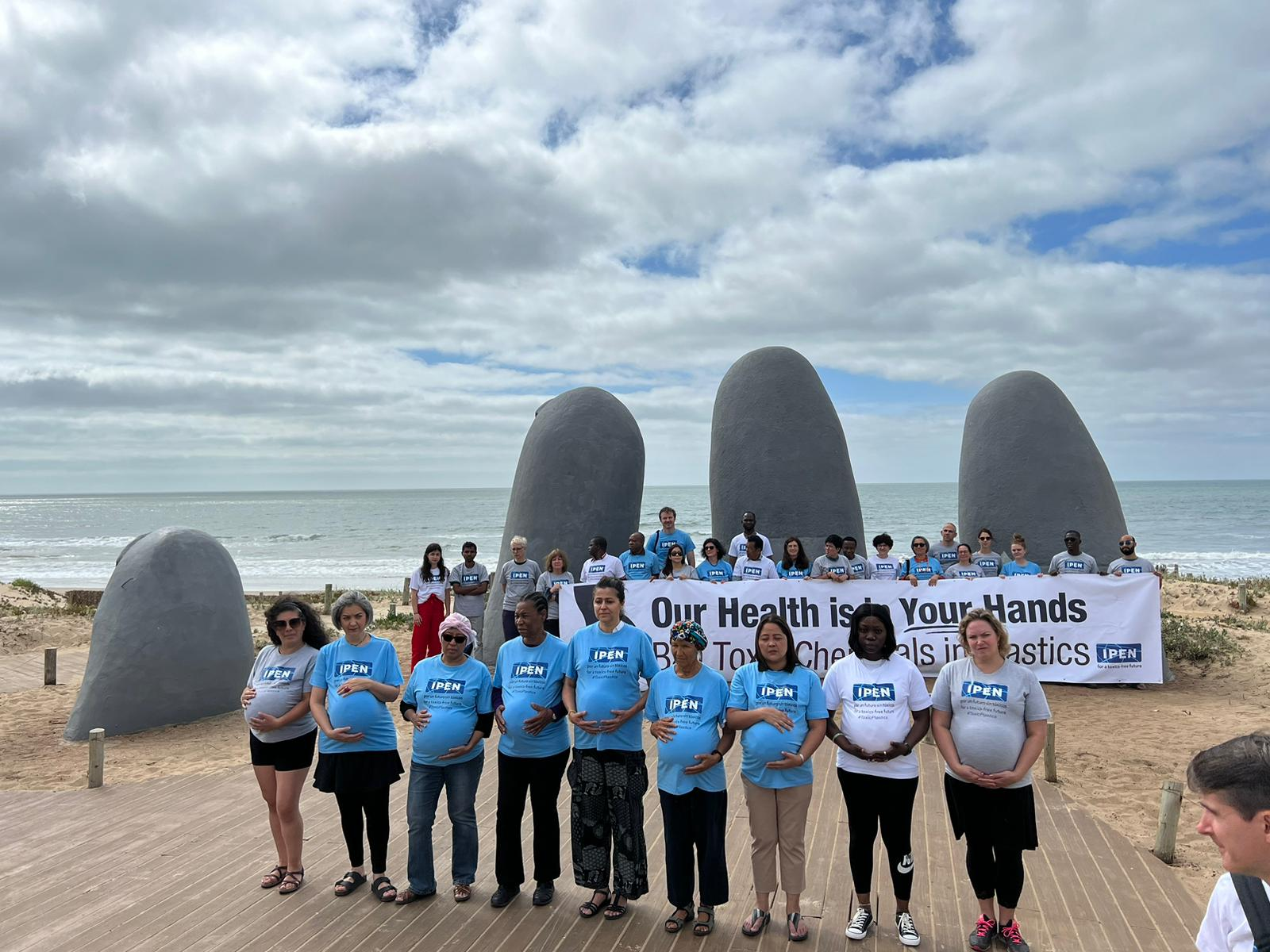
Действия IPEN во время переговоров по договору о пластике (Уругвай, 2022 г.)

Международная сеть по ликвидации загрязнителей ( МСЛЗ; IPEN англ.) (ранее Международная сеть по ликвидации СОЗ)  представляет собой глобальную сеть НПО, преследующих общую цель устранения загрязнителей, таких как свинец в красках, ртуть и свинец в окружающей среде, стойкие органические загрязнители (СОЗ), химические вещества, нарушающие работу эндокринной системы, и другие токсичные вещества.
IPEN был выделен из Сети действий по борьбе с пестицидами (PAN) в 1998 году. Она стала одной из самых известных НПО, участвовавших в переговорах по Стокгольмской конвенции, и продолжала играть важную роль в последующих международных переговорах, связанных с химическими веществами.
IPEN состоит из неправительственных организаций, представляющих общественные интересы, которые поддерживают общую платформу для глобальной ликвидации СОЗ посредством Стокгольмской конвенции, работают над влиянием на реализацию Роттердамской и Базельской конвенций, а также Минаматской конвенции о ртути .
Более 550 неправительственных организаций IPEN в более чем 120 странах работают вместе над устранением токсичных загрязнителей на ускоренной, но социально справедливой основе. Эта миссия включает в себя создание мира, в котором все химические вещества производятся и используются таким образом, чтобы исключить значительное неблагоприятное воздействие на здоровье человека и окружающую среду, и где СОЗ и химические вещества, вызывающие аналогичную обеспокоенность, больше не загрязняют местную и глобальную окружающую среду.
Сопредседателями IPEN являются Тадессе Амера и Памела К. Миллер. Бывшими сопредседателями были Шэрил Паттон (1998–2004), Ромео Ф. Кихано (1998–2006), Джек Вайнберг (2001–2005), Джамиду Катима (2006–2010), Марианн Ллойд-Смит (2006–2011), Эммануэль. Калонзо (2011–2015) и Ольга Сперанская (2010–2018).
IPEN координируется через центры в восьми регионах: англоязычная Африка; Франкоязычная Африка; Центральная, Западная и (части) Восточной Европы (CEWE); часть Восточной Европы, Кавказа и Центральной Азии (ВЕКЦА); Латинская Америка; Ближний Восток и Северная Африка (MENA); Южная Азия; и Юго-Восточной Азии. Центр исследований и образования в целях развития (CREPD), расположенный в Яунде, Камерун, является региональным центром для фанкофонов в Африке. Программа по токсичности и отходам Арники, базирующаяся в Праге, Чешская Республика, является региональным центром для Центральной, Восточной и Западной Европы.